# Змаевич, Вицко
Вицко (Виченцо) Змаевич (хорв. Vicko (Vićenco) Zmajević; 23 декабря 1670, Пераст, Бока Которска — 12 сентября 1745, Задар) — деятель римско-католической церкви, оказавший существенное влияние на папскую политику на Балканах, меценат и писатель. Архиепископ Бара, примас Сербии и апостольский администратор епархии Будвы с 1701 года, архиепископ Задара с 1713 года. Последний представитель рода Змаевичей, племянник архиепископа Андрии Змаевича, брат российского адмирала Матии Змаевича.

## Ранняя биография
Вицко Змаевич родился в городе Пераст, Бока Которска, 23 декабря (по другим данным, 21 декабря) 1670 года во влиятельной семье Змаевичей. Отец Вицко, капитан Крсто Змаевич (1640—1698), успешно боролся с пиратами адриатического побережья Черногории и Албании и несколько раз занимал должность главы города Пераста.
По рекомендации своего дяди Андрии Змаевича направился на обучение в Рим, где получил докторскую степень в области философии и теологии, после чего преподавал на кафедре Римского коллегиума (Collegium Urbanum) Конгрегации пропаганды веры. После вступления в орден францисканцев и рукоположения в священники, по предложению перастского муниципалитета и с согласия венецианских властей в 1695 году Змаевич был назначен аббатом монастыря Святого Георгия на острове близ Пераста и приходским священником в самом Перасте. Эти должности он занимал до 1701 года.

## Архиепископ Бара
18 апреля 1701 года папа Климент XI назначил Вицко Змаевича архиепископом Бара и примасом Сербии, а 24 декабря того же года — ещё и апостольским администратором епархии Будвы. Одновременно с этим Змаевич получил полномочия апостольского визитатора для католиков Сербии, Албании, Македонии и Болгарии, входивших в состав Османской империи. Рукоположение Змаевича в архиепископы было проведено епископом Котора Марином Драго в церкви Святого Николая в Перасте. В следующем году архиепископ Змаевич созвал в Албании национальный церковный собор своей архиепархии.
Вицко Змаевич возглавил Барскую архиепархию в один из тяжелейших для католиков Бара периодов. В самом конце XVII века османские власти возобновили политику полной исламизации зетского побережья — с 1699 по 1707 годы около тысячи католиков архиепархии Бара перешли в ислам. Резиденция архиепископа Бара вместе с церковью Святой Марии были разрушены турками. Самому архиепископу Змаевичу было запрещено появляться на территории архиепархии, более того, на его жизнь было совершено покушение на границе архиепархии, однако архиепископа спасли местные верующие. Поскольку нахождение архиепископа Змаевича в самой Барской архиепархии было запрещено, он проводил большую часть времени в Перасте и Которе. В 1706 году Вицко Змаевич перенёс свою резиденцию в свой фамильный дворец в Перасте, однако после убийства Вицко Буйовича в 1709 году переехал в Котор.
Архиепископ Змаевич был одним из основоположников римско-католической концепции униатства, призывая к союзу между православной и католической церквями для борьбы против исламизации Балканского полуострова. Змаевич был последовательным сторонником всеславянской идеи и выступал за объединение всех славянских народов против турецкой угрозы.

## Архиепископ Задара
22 мая 1713 года Вицко Змаевич был перемещён папой с должности архиепископа Бара на должность архиепископа Задара, сохранив за собой полномочия и функции апостольского визитатора для католиков Балканского полуострова, находящихся под властью Османской империи.
Во время нахождения в сане архиепископа Змаевич возвёл приходскую церковь в одном из сёл около Задара, восстановил крышу византийской церкви Святого Доната, закончил возведение главного алтаря в церкви Святого Хрисогона (в 1718 году), установил два алтаря и отремонтировал пол капеллы в церкви Богоматери Здравия в Задаре (в 1725 году).
Змаевич содействовал переселению в 1726—1733 годах в окрестности Задара нескольких сотен албанских католических семей из области Скадарского озера, в результате чего было основано албанское поселение Арбанаси.
Стараниями архиепископа Змаевича в Задаре был открыт, правда уже после его смерти, глаголический коллегиум (семинария) для подготовки священников, проповедовавших и совершавших церковные службы на славянском языке (1748 год). Вицко Змаевич умер 11 сентября 1745 года в Задаре и был похоронен там же в церкви Богоматери Здравия. Со смертью Вицко род Змаевичей пресёкся.
|                                                |  |                             |  |                                                                      |
| Семинария в Задаре, основанная Вицко Змаевичем |  | Памятная доска на семинарии |  | Церковь Богоматери Здравия в Задаре, место погребения Вицко Змаевича |

## Литературная деятельность
Вицко Змаевич проявил себя талантливым поэтом ещё в отрочестве, когда в возрасте двенадцати—пятнадцати лет под влиянием своего дяди Андрии начал писать стихотворные проповеди. Наиболее сильными из них считаются рождественские проповеди 1682 и 1683 годов, а также проповеди на тему Взятия Пресвятой Девы Марии в небесную славу. В 1694 году был напечатан первый сборник его латинских стихов «Musarum chorus in laudem Antonii Zeni», посвящённый командующему венецианским флотом Антонио Дзено. В Задаре были созданы такие литературные произведения Змаевича как «Диалог между католиком и сербом» и «Specchio della Verita» («Зеркало истины»), состоящее из 12 глав. В 1778 году было опубликовано его пространное послание к брату, российскому адмиралу Матии Змаевичу.
Змаевич выступал за публикацию «Церковной хроники» на славянском языке, поддерживал национальных литераторов и собирал народные славянские песни. Кроме славянского и латыни, писал на итальянском и албанском языках. Его ранние речи и проповеди на славянском языке в церквях Пераста вошли в сборник «Духовный разговор» (греч. Razgovor duhovni), единственный труд Змаевича, написанный на национальном языке. Ещё до рукоположения в архиепископы Змаевичу было поручено составить первый миссал на глаголице, который был опубликован в 1741 году.